# Arma H
Arma H (Weapon H), il cui vero nome è Clayton Cortez, è un personaggio immaginario dei fumetti della Marvel Comics creato nel 2017 da Greg Pak e Mike Deodato Jr. e comparso per la prima volta nel numero 21 del fumetto The Totally Awesome Hulk. La serie è pubblicata in Italia da Panini Comics a partire dal 17 gennaio 2019.

## Biografia del personaggio

### Origini
Clayton Cortez era un ex mercenario militare che lavorava per Eaglestar, che era stato ingaggiato per eliminare gli abitanti del villaggio in Ujanka per aver interferito con il lavoro del gasdotto di Roxxon. Sentendo il rimorso per le sue azioni, Clayton uccise i suoi uomini e risparmiò gli abitanti del villaggio. Per il suo tradimento, è stato rapito e venduto alla dottoressa Aliana Alba della divisione Batch-H di Arma X.
In seguito, gli venne infuso nel corpo il DNA prelevato dalla variante Hulk di Amadeus Cho e da Old Man Logan. Inoltre, venne sottoposto al trattamento di adamantio e subì l'iniezione di naniti modificati da quelli di Lady Deathstrike. Gran parte del suo cervello è stato lasciato intatto in modo che potesse essere disciplinato meglio. La forma ibrida di Clayton assomiglia a un Hulk con pelle grigia, artigli retrattili e protuberanze adamantine sulla schiena, sulle spalle e su parte delle gambe. Alla fine, Clayton prese il nome di H-Alpha e insieme a H-Beta ha combattuto contro la variante di Hulk di Amadeus Cho e il team Arma X, sebbene H-Alpha abbia dimostrato superiorità, uccidendo H-Beta prima di ingaggiare Hulk. In seguito, riacquistò gran parte della sua umanità, anche se ha tentato di uccidere il dottor Alba, abbandonando la battaglia.
Clayton prese il nome di Weapon H e si recò in ogni struttura di Eaglestar che portava informazioni su di sé e sulla sua famiglia. Il dottor Alba lo raggiunse e iniettò naniti nel suo corpo in modo che non potesse resistere al suo comando., e incontrò ancora una volta il team Arma X, ma il nuovo Wolverine riuscì a liberarlo. Clayton, infine, riprese la sua missione di distruggere le strutture di Eaglestar.

### Roxxon
In seguito, dopo essersi unito alla spedizione archeologica di Roxxon alla ricerca di un Windigo, Clayton assunse la sua forma di arma H e salvò la scienziata Dr. Ella Stirling da un Ur-Wendigo. Ciò attirò anche l'attenzione del dottor Strange, che stava progettando di stringere un'alleanza con Clayton e Ur-Wendigo. Mentre Weapon H porta in salvo il dottor Stirling, l'Ur-Wendigo lo raggiunge dandogli un morso sulla pelle, facendo sì che l'Ur-Wendigo si ingrandisca. Il dottor Strange, tuttavia, arrivò in aiuto di Clayton, malgrado i suoi attacchi magici non facciano effetto sull'U-Wendigo. Usando l'Ascia di Angarruumus, Clayton entrò nell'U-Wendigo e lo uccise dall'interno.

## Poteri e abilità
Gli esperimenti del Progetto Arma X hanno conferito a Clayton un aspetto simile a Hulk/Wolverine con le abilità di diversi supereroi tra cui Hulk, Wolverine, Domino, Lady Deathstrike, Sabretooth e Warpath; queste abilità includono super-forza, velocità, resistenza, agilità e coordinazione, invulnerabilità, artigli ossei retrattili, un fattore di guarigione, sensi potenziati e generazione del campo di probabilità (permettendogli di influenzare la "fortuna").
Possiede, inoltre, altre qualità uniche derivanti dai nanorobotici derivati da Sterntech utilizzati nel suo processo di legame con l'adamantio. Senza questa nanotecnologia, Clayton non può trasformarsi senza che il suo scheletro si strappi dal suo corpo. Con esso, Cortez può manipolare la flessibilità della sua struttura ossea adamantea, ad esempio per allungare i perni ossei che sporgono lungo le sue braccia e gambe in speroni aguzzi con i quali distruggere i suoi nemici. A differenza di Wolverine, può scaricare le sue tre unghie artigliate come stiletti a punta (e puntarle verso un bersaglio con precisione millimetrica). Di questo potere persino il suo stesso creatore non ne era a conoscenza.

## Altri media

### Videogiochi
Arma H compare in Marvel Future Revolution.

## Pubblicazioni
| Titolo                | Volumi               | Data di pubblicazione | ISBN                |
| --------------------- | -------------------- | --------------------- | ------------------- |
| Weapon H Vol. 1: AWOL | Weapon H Vol. 1 #1–6 | novembre 2018         | ISBN 978-1302912284 |